# I Love You to Death
I Love You to Death (pt: Amar-Te-Ei Até Te Matar; br: Te Amarei Até Te Matar) é um filme dos Estados Unidos da América, de 1990, dirigido por Lawrence Kasdan. É baseado numa história real ocorrida em Allentown, Pensilvânia em 1984.
Estreou no Brasil em 19 de Outubro de 1990 em Portugal a 30 de Novembro de 1990.

## Sinopse
Joey Boca (Kevin Kline) é proprietário de uma pizzaria e passa a vida a enganar a mulher, Rosalie (Tracey Ullman). Um dia ela descobre que é traida e resolve matá-lo. Para isso pede a ajuda da mãe (Joan Plowright) e do empregado de Joey, Devo (River Phoenix). Contratam dois bandidos incompetentes e drogados, Harlan James (William Hurt) e Marlon James (Keanu Reeves) mas Joey Boca parece decidido a não morrer, mesmo não fazendo a mínima ideia do que lhe estão a tentar fazer.

## Elenco
- Kevin Kline - Joey Boca
- Tracey Ullman - Rosalie Boca
- Joan Plowright - Nadja
- River Phoenix - Devo Nod
- William Hurt - Harlan James
- Keanu Reeves - Marlon James
- James Gammon - Tenente Larry Schooner
- Jack Kehler - Sargento Carlos Wiley
- Victoria Jackson - Lacey
- Miriam Margolyes - mãe de Joey
- Alisan Porter - Carla Boca
- Jon Kasdan - Dominic Boca
- Heather Graham - Bridget
- Phoebe Cates - (sem créditos) menina do disco de Joey

## Ligações Externas
- I Love You to Death. no IMDb.
- I Love You to Death no AllMovie (em inglês)
- I Love You to Death (em inglês). no Box Office Mojo.
- «I Love You to Death» (em inglês) no Rotten Tomatoes